# 安迪帕罗斯
安迪帕罗斯（希臘語：Αντίπαρος）是希腊南愛琴大區帕罗斯专区的市镇，行政中心为安迪帕罗斯村。市镇面积为45.182平方公里，2021年人口数量为1,265人。
此市镇包括整个安迪帕罗斯岛及周边一些小岛，这些岛屿是基克拉泽斯群岛中的一部分。